# Ophisurus serpens
Ophisurus serpens  (лат.) — вид лучепёрых рыб из семейства острохвостых угрей (Ophichthidae). Распространены в тропических и тёплых умеренных водах всех океанов. Морские донные рыбы. Максимальная длина тела 250 см.

## Описание
Тело очень длинное, змеевидное, цилиндрическое в поперечном сечении. Анальное отверстие расположено в передней половине тела. Рыло длинное, заостренное, его длина в 4 раза меньше длины головы. Глаза большие; днём зрачок имеет миндалевидную форму, а ночью — круглую. Передняя ноздря представляет собой небольшую щель с воротником в середине рыла; задняя ноздря в виде длинной щели, прикрытой клапаном, расположена на внешней стороне губы между передней ноздрей и передним краем глаза. Челюсти удлиненные, тонкие, неспособные полностью смыкаться у взрослых особей. Зубы клыковидные, острые, более или менее изогнутые, на предчелюстных костях увеличенные и образующие подкову; маленькие и одно- или трехрядные на верхней челюсти, в наружном ряду крупнее; однорядные на нижней челюсти; на сошнике однорядные, увеличенные спереди. Спинной и анальный плавники хорошо развиты; спинной плавник начинается немного позади окончания грудных плавников Грудные плавники хорошо развиты с 14-16 мягкими лучами. Хвостовой плавник отсутствует, кончик хвоста затвердевший. В боковой линии 70—77 пор до анального отверстия; 7—10 подглазничных пор и 2 поры в канале, соединяющем каналы боковой линии противоположных сторон тела. Позвонков 199—215.
Верхняя часть тела красновато-коричневого или оливково-зелёного цвета, нижняя — желтовато-белая с серебристым оттенком. Края спинного и анального плавников серые, поры боковой линии черноватые. Молодь серебристого цвета. 
Максимальная длина тела 250 см, обычно до 100 см.

## Биология
Морские донные рыбы. Обитают на континентальном шельфе на глубине от 0 до 300 м над песчаными и илистыми грунтами. В дневные часы зарываются в грунт, над поверхностью видны только рыло и глаза. В Средиземном море нерестятся в июне — сентябре. Диаметр икринок 3—39 мм. Лептоцефалы известны из Средиземного моря и Гвинейского залива.

## Ареал
Распространены в тропических и тёплых умеренных водах всех океанов. Восточная Атлантика: от Пиренейского полуострова до Южной Африки, включая Средиземное море. Западная часть Индийский океан: от юга Африки до Мозамбика; у берегов юго-западной Австралии. Западная часть Тихого океана: у берегов Японии;  южной и восточной Австралии, северного острова Новой Зеландии. 